# Leopold Plattner
Leopold Plattner est un tireur sportif autrichien.

## Palmarès
Leopold Plattner a remporté l'épreuve Kuchenreuter (réplique) aux championnats du monde MLAIC organisés en 2002 à Lucques  en Italie.